# Sh2-140
Sh2-140 (ou LBN 1204) est une nébuleuse en émission visible dans la constellation de Céphée. Elle fait partie de la grande région de formation d'étoiles du complexe de Céphée.

## Observation
La nébuleuse est située dans la partie centre-sud de la constellation, à environ 5° au nord de l'étoile ζ Cephei. Elle se trouve au bord d'un vaste complexe sombre et peut être capturé sur des photographies à longue exposition sur de grands télescopes amateurs. À l'intérieur se trouve un groupe de jeunes étoiles de magnitude 9 à 10, dominé par HD 211880, une étoile de séquence principale bleue-blanche de classe spectrale B0,5V de magnitude 7,74. La région centrale est totalement invisible sur les images optiques, tandis que les images proche de l'infrarouge et les ondes radio montrent la présence d'un amas d'étoiles très concentré.
La nébuleuse est située très au nord, elle n'est donc clairement visible que depuis les régions situées au nord de l'équateur. De l'hémisphère sud, sa visibilité est limitée aux régions tropicales. La période pendant laquelle elle atteint la hauteur maximale au-dessus de l'horizon se situe entre les mois de septembre et décembre.

## Caractéristiques
Sh2-140 est une région H II située sur le bord sud-ouest de la nébuleuse sombre LDN 1204, dans la bulle de Céphée, à environ 900 pc (∼2 940 al) du Soleil. L'étoile responsable de l'ionisation des gaz de la nébuleuse est HD 211880, une étoile bleue de la séquence principale. La température des poussières stellaires ne serait que de 35 K, tandis que sa masse serait de 600 M☉.

## Structure
Des observations sur toute la bande infrarouge ont été réalisées dans la région brillante sur le bord de LDN 1204, et sur les sources infrarouges situées derrière elle, principalement dans le but d'identifier d'éventuelles jeunes étoiles présentes dans la région. À la suite de ces études, un premier catalogue a été dressé, regroupant tous les jeunes objets stellaires de Sh2-140, constitué de trois sources infrarouges, IRS 1, IRS 2 et IRS 3, auxquelles s'ajoutèrent deux autres sources découvertes ultérieurement. Depuis les indices spectraux des trois premières sources, il a été déduit qu'elles proviennent d'une région H II faible, ionisée par des photons provenant d'une seule étoile de séquence principale de classe B.
À partir de l'observation des protoétoiles, un modèle simplifié de la région a été développé et a été utilisé pour obtenir les conditions physiques de la poussière et des gaz présents. La source IRS 1 apparaît entourée d'un disque dense de poussières, illuminé en partie par des photons émergeant de ses régions polaires ainsi que le bord interne d'une enveloppe moléculaire de gaz. Le modèle développé à partir de ces observations est capable d'expliquer la distribution diffuse de l'intensité lumineuse. La couleur bleue des régions environnantes implique alors l'existence d'un champ de rayonnement avec des températures relativement basses, de l'ordre de 800-900 K.